# Circuit V. Panther
Circuit. V. Panther, d'état civil Yoshikazu Yahiro (八尋 義和, Yahiro Yoshikazu), est un guitariste japonais de heavy metal.
Il est connu pour son appartenance au groupe Sex Machine Guns où il occupe une position de guitariste lead/rythmique. De plus il fait partie du groupe nommé "Cycle" qu'il intègre en 2006. Il a aussi sorti deux albums solo instrumentaux de guitare électrique intitulés respectivement Sexy Finger et Sexy Finger II.
Il utilise la plupart du temps des guitares de marque ESP.
Panther est connu pour sa rapidité considérable sur un manche de guitare, ce qui fait de lui un des guitaristes les plus renommés du metal japonais.